# Бабуна (река)
Бабуна је река у Северној Македонији, извире испод врха Мокро (Солунска глава) на планини Јакупици и улива се у Вардар, као његова десна притока, ниже Велешке клисуре близу Велеса. Дуга је 53 km. Долином Бабуне води железничка пруга Велес - Битољ, која се у изворишном делу пробија тунелом и спушта у Прилепско поље.
Богата је водом, којом је снабдевају снежници са Јакупице. У проширењима њене долине гаји се пиринач.
У горњем и средњем току реке Бабуне простире се област Азот.

## Галерија
- Река Бабуна у Азоту
- Ток реке близу Велеса
- Клисура Пешти